# Phường 4, thành phố Sóc Trăng
Phường 4 là một phường thuộc thành phố Sóc Trăng, tỉnh Sóc Trăng, Việt Nam.

## Địa lý
Phường 4 nằm ở phía đông thành phố Sóc Trăng, có vị trí địa lý:
- Phía đông giáp huyện Long Phú
- Phía tây và phía nam giáp Phường 1
- Phía bắc giáp Phường 8.

Phường 4 có diện tích 8,86 km², dân số năm 2022 là 16.040 người, mật độ dân số đạt 1.810 người/km².

## Hành chính
Phường 4 được chia thành 6 khóm: 1, 2, 3, 4, 5, 6.

## Lịch sử
Sau năm 1975, Phường 4 là một phường thuộc thị xã Sóc Trăng.
Ngày 30 tháng 10 năm 1995, Chính phủ ban hành Nghị định số 70-CP về việc thành lập Phường 9 trên cơ sở 508,57 ha diện tích tự nhiên và 8.610 nhân khẩu của Phường 4.
Sau khi điều chỉnh địa giới hành chính, Phường 4 có 871,32 ha diện tích tự nhiên và 10.264 nhân khẩu.
Ngày 8 tháng 2 năm 2007, Chính phủ ban hành Nghị định số 22/2007/NĐ-CP về việc thành lập thành phố Sóc Trăng thuộc tỉnh Sóc Trăng. Phường 4 trực thuộc thành phố Sóc Trăng.